# کونمیل
کونمیل (به چکی: Kunemil) یک منطقهٔ مسکونی در جمهوری چک است که در ناحیه هاولیتشکوف برود واقع شده‌است. کونمیل ۴٫۴۹ کیلومتر مربع مساحت و ۱۰۷ نفر جمعیت دارد و ۴۶۸ متر بالاتر از سطح دریا واقع شده‌است.